# Артист из Кохановки
«Артист из Кохановки» — музыкальная комедия режиссёра Григория Липшица по сценарию Ивана Стаднюка.

## Сюжет
Марина Грицюк сдала вступительные экзамены в сельхозинститут и переехала на учёбу в город. С ней поехал Андрей, её жених, давно решивший уйти из колхоза. Когда Марина решила вернуться домой и перевелась на заочное отделение, то ей пришлось возвращаться одной.
С Андреем знакомится артист цирка, поражённый его недюжинной силой. Он предлагает ему поставить номер, а до того некоторое время поработать рабочим сцены. По недоразумению в родном колхозе решили, что Андрей уже стал известным артистом, а когда узнали, что это не так, то стали насмехаться над ним.
Председатель колхоза помнит, что Андрей был прекрасным каменщиком, бригадиром строительной бригады и поэтому прилагает все усилия, чтобы вернуть нужного работника. К тому же и Марина за время расставания поняла, что любит только его.

## В ролях
| Актёр             | Роль                                            |
| ----------------- | ----------------------------------------------- |
| Эдуард Бредун     | Андрей Ярчук                                    |
| Ирина Бунина      | Марина Грицюк                                   |
| Олег Анофриев     | техник-строитель Миша Коленко                   |
| Нина Дорошина     | телятница Олеся Яковенко                        |
| Георгий Вицин     | Кузьма дед Марины                               |
| Владимир Дальский | председатель совхоза Свирид Саврасович Шестерня |
| Виктор Мягкий     | Левко Ярчук отец Андрея                         |
| Раиса Пироженко   | Анастасия Грицюк мать Марины                    |
| Софья Карамаш     | Тодоска Ярчук мать Андрея                       |
| Вера Родионова    | бабка Ульяна                                    |
| Валентин Дуклер   | иллюзионист Околесов                            |
| О. Мельниченок    | циркачка Тая                                    |

### В эпизодах
| Актёр                | Роль                                         |
| -------------------- | -------------------------------------------- |
| Нина Базарова        |                                              |
| Евгений Балиев       | распорядитель манежа                         |
| Василий Байдин       | клоун-эксцентрик                             |
| Ольга Викландт       | лотошница с пирожками                        |
| Анатолий Иванов      | Анатолий муж Таи                             |
| Александр Короткевич | радиокорреспондент                           |
| Юрий Медведев        | управляющий кладбищами Щука                  |
| Григорий Лазарев     |                                              |
| Вера Предаевич       | секретарь ректора института Нонна Епифановна |
| Андрей Тутышкин      | ректор института Иван Иванович Костенко      |
| Людмила Татьянчук    | киевлянка с зонтиком                         |
| Виктор Халатов       | весёлый зритель в цирке                      |
| Виктор Чекмарёв      | киевлянин-любитель пива                      |
| Юрий Цупко           | Яша Басов                                    |

### Нет в титрах
| Актёр                  | Роль            |
| ---------------------- | --------------- |
| Николай Засеев-Руденко | приятель Андрея |
| Константин Ершов       | таксист         |
| Лев Перфилов           | официант в кафе |
| Пётр Вескляров         | сотрудник цирка |

## Съёмочная группа
- Сценарист: Иван Стаднюк
- Режиссёр-постановщик: Григорий Липшиц
- Оператор-постановщик: Илья Миньковецкий
- Композитор: Оскар Сандлер
- Художник: Виктор Мигулько
- Звукооператор: А. Федоренко
- Режиссёр: И. Левченко
- Текст песен:
  - Николай Данилович Сом
  - Олег Анофриев
- Грим: М. Шемякин
- Костюмы: О. Яблонская
- Монтаж: Т. Сивчикова
- Редактор: Г. Зельдович
- Комбинированные съёмки:
  - Оператор: Н. Илюшин
  - Художник: Н. Аристов
- Оркест Украинского радио
  - Дирижёр: Б. Карамышев
- Директор картины: Борис Жолков